# 제65회 골든 글로브상
제65회 골든 글로브상은 2007년 상영된 영화 중 가장 뛰어난 영화를 수상하기 위해 2008년 1월에 열린 시상식이다. 베버리 힐튼에서 개최되었다.

## 수상 및 후보

### 세실 B. 데밀 상
- 스티븐 스필버그 수상

### 작품상-드라마
- 어톤먼트 - 조 라이트 수상
- 아메리칸 갱스터 - 리들리 스콧
- 이스턴 프라미스 - 데이빗 크로넨버그
- 그레이트 디베이터스 - 덴젤 워싱턴
- 마이클 클레이튼 - 토니 길로이
- 노인을 위한 나라는 없다 - 에단 코언
- 데어 윌 비 블러드 - 폴 토마스 앤더슨

### 여우주연상-드라마
- 어웨이 프롬 허 - 줄리 크리스티 수상
- 골든 에이지 - 케이트 블란쳇
- 브레이브 원 - 조디 포스터
- 마이티 하트 - ANGELINA JOLIE
- 어톤먼트 - 키이라 나이틀리

### 남우주연상-드라마
- 데어 윌 비 블러드 - 다니엘 데이 루이스 수상
- 마이클 클레이튼 - 조지 클루니
- 어톤먼트 - 제임스 맥어보이
- 이스턴 프라미스 - 비고 모텐슨
- 아메리칸 갱스터 - 덴젤 워싱턴

### 작품상-뮤지컬코미디
- 스위니 토드: 어느 잔혹한 이발사 이야기 - 팀 버튼 수상
- 어크로스 더 유니버스 - 줄리 테이머
- 찰리 윌슨의 전쟁 - 마이크 니콜스
- 헤어스프레이 - 애덤 쉥크만
- 주노 - 제이슨 라이트맨

### 여우주연상-뮤지컬코미디
- 라 비 앙 로즈 - 마리옹 꼬띠아르 수상
- 마법에 걸린 사랑 - 에이미 아담스
- 헤어스프레이 - 니키 브론스키
- 스위니 토드: 어느 잔혹한 이발사 이야기 - 다니엘 위예
- 주노 - 엘렌 페이지

### 남우주연상-뮤지컬코미디
- 스위니 토드: 어느 잔혹한 이발사 이야기 - 조니 뎁 수상
- 내겐 너무 사랑스러운 그녀 - 라이언 고슬링
- 찰리 윌슨의 전쟁 - 톰 행크스
- 세비지스 - 필립 보스코
- 워크 하드: 듀이 콕스 스토리 - 존 C. 라일리

### 여우조연상
- 아임 낫 데어 - 케이트 블란쳇 수상
- 찰리 윌슨의 전쟁 - 줄리아 로버츠
- 어톤먼트 - 시얼샤 로넌
- 가라, 아이야, 가라 - 에이미 라이언
- 마이클 클레이튼 - 틸다 스윈튼

### 남우조연상
- 노인을 위한 나라는 없다 - 하비에르 바르뎀 수상
- 비겁한 로버트 포드의 제시 제임스 암살 - 케이시 애플렉
- 찰리 윌슨의 전쟁 - 필립 세이모어 호프만
- 헤어스프레이 - 존 트라볼타
- 마이클 클레이튼 - 톰 윌킨슨

### 장편애니메이션상
- 라따뚜이 - 브래드 버드 수상
- 꿀벌 대소동 - 스티브 히크너 외 2명
- 심슨 가족, 더 무비 - 데이빗 실버맨

### 외국어 영화상
- 잠수종과 나비 - 줄리앙 슈나벨 수상
- 4개월, 3주... 그리고 2일 - 크리스티안 문주
- 연을 쫓는 아이 - 마크 포스터
- 색, 계 - 이안
- 페르세폴리스 - 뱅상 파로노드

### 감독상
- 잠수종과 나비 - 줄리앙 슈나벨 수상
- 스위니 토드: 어느 잔혹한 이발사 이야기 - 팀 버튼
- 노인을 위한 나라는 없다 - 에단 코언 외 1명
- 아메리칸 갱스터 - 리들리 스콧
- 어톤먼트 - 조 라이트

### 각본상
- 노인을 위한 나라는 없다 - 에단 코언 외 1명 수상
- 주노 - 디아블로 코디
- 잠수종과 나비 - 로널드 하우드
- 찰리 윌슨의 전쟁 - 각본아론 소킨
- 찰리 윌슨의 전쟁 - 아론 소킨

### 음악상
- 어톤먼트 - 다리오 마리아넬리 수상
- 인투 더 와일드 - 마이클 브룩 외 2명
- 굿바이 그레이스 - 클린트 이스트우드
- 연을 쫓는 아이 - 알베르토 이글레시아스

### 주제가상
- 인투 더 와일드 - Eddie Vedder 수상
- 콜레라 시대의 사랑 - 안토니오 핀토 외 1명
- 굿바이 그레이스 - 클린트 이스트우드
- 마법에 걸린 사랑 - 앨런 멘켄
- 워크 하드: 듀이 콕스 스토리 - 마샬 크렌쇼 외 3명

### 작품상-TV 드라마
- 매드 맨 - 앨런 테일러 수상
- 빅 러브 - 앨런 포울
- 데미지 - 다니엘 아티아스 외 5명
- 그레이 아나토미 - 존 데이비드 콜즈 외 4명
- 하우스 - 로비 헨슨
- 튜더스 - 천년의 스캔들 - 브라이언 커크 외 3명

### 여우주연상-TV 드라마
- 데미지 - 글렌 클로즈 수상
- 미디엄 - 패트리샤 아퀘트
- 더 리치스 - 미니 드라이버
- 소프라노스 - 에디 팔코
- 브라더스 앤 시스터스 - 샐리 필드
- 세이빙 그레이스 - 홀리 헌터
- 클로저 - 카이라 세드윅

### 남우주연상-TV 드라마
- 매드 맨 - 존 햄 수상
- 덱스터 - 마이클 C. 홀
- 하우스 M.D. - 휴 로리
- 튜더스 - 천년의 스캔들 - 조나단 리스 마이어스
- 빌 팩스톤 - 빅 러브

### 작품상-TV 뮤지컬,코미디
- 엑스트라(영어판) - 릭키 제바이스, 수상
- 30 락 - 아담 번스타인
- 캘리포니케이션
- 안투라지 - 아담 번스타인 외 5명
- PUSHING DAISIES

### 여우주연상-TV 뮤지컬,코미디
- 30 락 - 티나 페이 수상
- SAMANTHA WHO - 크리스티나 애플게이트
- 어글리 베티 - 아메리카 페레라,
- PUSHING DAISIES - 안나 프릴
- 위즈 - 메리-루이스 파커

### 남우주연상-TV 뮤지컬,코미디
- 캘리포니케이션 - 데이비드 듀코브니 수상
- 30 락 - 알렉 볼드윈
- 오피스 - 스티브 카렐
- 엑스트라(영어판) - 릭키 제바이스
- PUSHING DAISIES - 리 페이스

### 작품상-TV 미니시리즈,영화
- 롱포드 수상
- 내 심장을 운디드 니에 묻어다오 - 이브 시모노
- THE COMPANY
- FIVE DAYS
- THE STATE WITHIN

### 여우주연상-TV 미니시리즈,영화
- 라이프 서포트 - 퀸 라티파 수상
- 당신 좋을실 대로 - 브라이스 달라스 하워드
- 스타터 와이프 - 데브라 메싱
- PICTURES OF HOLLIS WOODS - 씨씨 스페이식
- 제인 에어 - 루스 윌슨

### 남우주연상-TV 미니시리즈,영화
- 롱포드 - 짐 브로드벤트 수상
- 내 심장을 운디드 니에 묻어다오 - 애덤 비치
- A GRANDPA FOR CHRISTMAS - 어네스트 보그나인
- THE STATE WITHIN - 제이슨 아이삭스
- 지킬 - 제임스 네스빗

### 여우조연상-TV
- 롱포드 - 사만다 모튼 수상
- 데미지 - 로즈 번
- 브라더스 앤 시스터스 - 레이첼 그리피스
- 그레이 아나토미 - 캐서린 헤이글
- 내 심장을 운디드 니에 묻어다오 - 안나 파킨
- 보스톤 리걸 - 윌리암 샤트너
- 내 이름은 얼 - 제이미 프레슬리

### 남우조연상-TV
- 안투라지 - 제레미 피번 수상
- 데미지 - 테드 댄슨
- 안투라지 - 케빈 딜론
- 롱포드 - 앤디 서키스
- 보스톤 리걸 - 윌리암 샤트너
- DIRTY SEXY MONEY - 도날드 서덜랜드

## 같이 보기
- 제80회 아카데미상
- 제28회 골든 래즈베리상
- 제14회 미국 배우 조합상
- 제59회 프라임타임 에미상
- 제60회 프라임타임 에미상
- 제61회 영국 아카데미 영화상